# Zeltnera beyrichii
Zeltnera beyrichii är en gentianaväxtart som först beskrevs av John Torrey och A.Gray, och fick sitt nu gällande namn av G.Mans.. Zeltnera beyrichii ingår i släktet Zeltnera och familjen gentianaväxter. Inga underarter finns listade i Catalogue of Life.